# Salerm
Salerm település Franciaországban, Haute-Garonne megyében. Lakosainak száma 64 fő (2022. január 1.). Salerm Fabas, Lilhac, Montbernard, Saint-André, Saint-Frajou és Saint-Laurent községekkel határos.

## Népesség
A település népessége az elmúlt években az alábbi módon változott:
| Lakosok száma | 83   | 70   | 56   | 54   | 52   | 53   | 56   | 59   | 60   | 64   |
|               | 1968 | 1982 | 1990 | 2006 | 2013 | 2015 | 2017 | 2019 | 2020 | 2022 |